# Galerius
Galerius Maximianus (n. 250 d.Hr., Dacia romană, Roma Antică – d. 5 mai 311 d.Hr., Serdica⁠(d), Imperiul Roman), sau Gaius Galerius Valerius Maximianus, a fost un împărat roman în perioada 305-311.

## Biografie
Galeriu s-a născut în apropiere de Gamzigrad probabil la Felix Romuliana, în familia unui foarte mare proprietar de turme (argentariu) trac și a soției sale, Romula, nobilă barbară, refugiată din nordul Dunării. 
Galeriu îmbrățișează cariera armelor și urcă pe scara ierarhiei militare în timpul domniilor împăraților Aurelian și Probus.
În cadrul primei tetrarhii este desemnat (1 martie 293) de către Dioclețian, Caesar, răspunzător de guvernarea provinciilor dunărene. Galerius respinge atacurile sarmaților, carpilor, bastarnilor la frontiera danubiană, luând de șase ori titlul de Carpicus Maximius și participă, alături de Dioclețian, la războiul victorios împotriva Persiei Sasanide (297-298). A divorțat de prima soție și s-a căsătorit cu Valeria, fiica lui Dioclețian.
A contribuit în mare măsura la reconstituirea liniei de apărare din provincia Mœsia Inferior (Limes-ului dobrogean). Conducând trupele romane, a cucerit temporar cetatea Ctesiphon, capitala perșilor în 299.  A trecut Dunărea de două ori împotriva Carpilor, învingându-i în anii 297 și 300. Bucurându-se de mare încredere în fața lui Dioclețian, mai ales după victoria împotriva perșilor, Galerius l-a determinat să dea o serie de decrete împotriva creștinilor (303-304).
Proclamat Augustus al Orientului în cea de-a doua tetrarhie (1 mai 305), își consolidează poziția dominantă prin desemnarea lui Flavius Severus ca Augustus în Occident și a nepotului său, după soră, Maximinus Daia, Caesar. Proclamarea lui Constantin cel Mare ca împărat de către trupele din Britannia și a lui Maxentius în Italia (306), precum și moartea lui Severus II (307) contribuie la destrămarea treptată a tetrarhiei, încheiată odată cu moartea sa. Sprijinitorul cel mai zelos al politicii anticreștine a lui Dioclețian, Galerius a promulgat totuși, cu câteva zile înainte de moarte, la 30 aprilie 311, primul Edict de toleranță față de noua religie. Acest decret a pus capăt persecuțiilor și confiscării proprietăților creștinilor. Ulterior, împăratul Constantin cel Mare și următorii au completat Edictul lui Galeriu, elaborând metodologia de restituire către creștini a proprietăților confiscate.
„Tot atunci, situația creștinilor în Imperiu avea să se schimbe cu totul, fără vreo intervenție în acest sens din partea lui Constantin. Adevăratul edict de toleranță a fost emis în 311, de Galerius. El proclama recunoașterea creștinismului ca religie și dădea creștinilor dreptul de a se întruni, sub condiția de a nu tulbura ordinea publică; în schimb, creștinii erau chemați să se roage zeului lor pentru prosperitatea împăratului și a statului roman. Explicația emiterii acestui edict, surprinzător dacă ne gândim că mai înainte de anul 311, Galerius îi persecutase cu asprime pe creștini, trebuie căutată, poate, în starea de derută în care acesta se găsea în acel moment, atins fiind de o boală necruțătoare, de pe urma căreia avea să și moară în scurtă vreme: este de crezut, de asemenea, că romanii începuseră să se sature de atâtea persecuții, vădit zadarnice, împotriva creștinilor. Oricum, adevăratul edict de toleranță este cel al lui Galerius, iar tradiția care stăruie să-i transfere meritul asupra așa numitului - în chip impropriu, cum vom vedea - «edict din Milano» nu este conformă cu realitatea.”—Paul Lemerle, Istoria Bizanțului

## Imperiul Roman ca Imperiul Dac
După spusele lui Lactantius, împăratul Galerius și-a afirmat originea dacică și s-a declarat dușman al numelui Roman, propunând chiar ca imperiul să se numească nu roman ci Imperiul Dac, spre oroarea patricienilor și senatorilor. El și-a exprimat atitudinea anti-romană imediat ce a avut funcția de împărat, tratând cetățenii romani cu cruzime exemplară, așa cum cuceritorii îi tratează pe cuceriți, totul în numele aceluiași tratament pe care victoriosul Traian l-a aplicat cu două secole înainte poporului lui dac.

## Viața timpurie
Galerius s-a născut în apropiere de  Gamzigrad,  în Dacia Ripensis, mai târziu numită Dacia Mediterranea, deși unii savanți moderni consideră situl strategic unde ulterior și-a construit palatul numit după mama sa - Felix Romuliana  - locul său de naștere și înmormântare. Tatăl său era trac, iar mama sa, Romula, era o femeie dacică, care a părăsit Dacia din cauza atacurilor carpilor.  El a urmat inițial ocupația tatălui său, cea a unui păstor, de unde și-a luat numele de familie [lămuriri necesare ]din Armentarius (latină:armentum, lit. 'turmă').
El a servit cu distincție ca soldat sub Împărații Aurelian și Probus, iar în 293 la înființarea Tetrarhiei, a fost desemnat Cezar împreună cu Constantius Chlorus, primind în căsătorie fiica lui Dioclețian Valeria (mai târziu cunoscută sub numele de Galeria Valeria ) și, în același timp, fiind încredințată de grija provinciilor iliriene. După câțiva ani, făcând campanii împotriva sarmaților și goților pe Dunăre, el a primit comanda legiunilor pe limitele imperiale estice. Curând după numirea sa, Galerius a fost trimis în Egipt cu misiunea de a lupta cu orașele rebele Busiris și Coptos.

## Război cu Persia

### Invazie, contra-invazie
În 294, Narseh , fiul lui Shapur I , care a preluat succesiunea sasanidă, a ajuns la putere în Persia. Narseh a încercat probabil să îl elimine pe Bahram III , un tânăr instalat de un nobil numit Vahunam în urma morții lui Bahram II în 293.  La începutul anului 294, Narseh i-a trimis lui Dioclețian pachetul obișnuit de cadouri, dar în Persia, el distrugea orice urmă a predecesorilor săi imediați, ștergându-le numele din monumentele publice. El a căutat să se identifice cu domniile războinice ale lui Ardashir (r. 226–41) și Shapur (r. 241–72), care prădase Antiohia Romană și îl prinsese pe împăratul Valerian . 
În 295 sau 296, Narseh a declarat război Romei. Se pare că a invadat pentru prima dată Armenia de vest, reluând pământurile cedate lui Tiridat în pacea din 287. El a ocupat pământurile acolo până în anul următor.  Istoricul Ammianus Marcellinus, aproximativ 320-395, este singura sursă care detaliază invazia inițială a Armeniei.  Sudul (1999, 149) datează invazia la 295; Barnes (1982, 17, 293) menționează o invazie anterioară, fără succes, de către Narseh, pe baza faptului că titlul Persici Maximia fost dat tuturor celor patru împărați; Odahl (2004, 59) este de acord cu Barnes și sugerează că prinții sarraci din deșertul sirian au colaborat cu invazia lui Narseh. Narseh s-a mutat apoi spre sud în Mesopotamia romană, unde a provocat o înfrângere severă lui Galerius, apoi comandant al forțelor estice, în regiunea dintre Carrhae ( Harran , Turcia) și Callinicum ( Raqqa , Siria).  Dioclețian poate sau nu a fost prezent la luptă, dar s-a prezentat curând după aceea la Antiohia, unde versiunea oficială a evenimentelor a fost clară: Galerius avea să-și asume toată vina pentru aventura. În Antiohia, Dioclețian l-a obligat pe Galerius să meargă cu o milă înaintea trăsurii sale imperiale, în timp ce încă era îmbrăcat în hainele violet specifice unui împărat.  Mesajul transmis a fost clar; pierderea la Carrhae nu s-a datorat eșecurilor soldaților imperiului, ci din cauza eșecurilor comandantului lor, iar eșecurile lui Galerius nu vor fi acceptate.  Poziția lui Galerius în fruntea armatei a fost, probabil, doar organizarea convențională a unei campanii imperiale, concepută pentru a arăta deferența unui Cezar față de Augustusul său.  Dioclețian poate sau nu să fi fost prezent pentru a ajuta campania.  Narseh s-a retras în Armenia pentru a lupta împotriva forței lui Galerius, această decizie fiind în dezavantajul lui Narseh; terenul accidentat armenesc era favorabil infanteriei romane, dar nu cavaleriei sassanide. Ajutorul local i-a oferit lui Galerius avantajul surprizei asupra forțelor persane și, în două bătălii succesive, Galerius a obținut victorii asupra lui Narseh. 
În timpul celei de-a doua întâlniri, bătălia de la Satala din 298, forțele romane au confiscat tabăra lui Narseh, tezaurul său, haremul său și soția sa.  Soția lui Narseh avea să trăiască restul războiului în Daphne, o suburbie a Antiohiei, servind ca o amintire constantă pentru persani a victoriei romane.  Galerius a avansat în Media și Adiabene , obținând victorii continue, cel mai proeminent lângă Theodosiopolis (Erzurum),  și asigurând Nisibis (Nusaybin) înainte de 1 octombrie 298. El s-a mutat pe Tigris , luând Ctesifon și privind mai departe spre ruinele Babilonului înainte de a se întoarce pe teritoriul roman prin Eufrat .  Nici o sursă nu a afirmat vreodată că Ctesifon a fost jefuit, dar se recunoaște că a fost temporar ocupat, în principal, din cauza confiscării soției și haremului lui Narseh.

### Negocierile de pace
Narseh trimisese anterior un ambasador la Galerius pentru a pleda pentru întoarcerea soției și a copiilor, dar Galerius l-a demis pe acest ambasador, amintindu-i modul în care Shapur îl tratase pe Valerian.  Romanii, în orice caz, au tratat bine familia capturată a lui Narseh, căutând probabil să inducă comparații cu Alexandru și comportamentul benefic al său față de familia lui Darius III.  Negocierile de pace au început în primăvara anului 299, fiind prezidate atât de Dioclețian, cât și de Galerius. În calitate de memoriae Magister (secretar), Sicorius Probus a fost trimis la Narseh cu termenii și condițiile prezente. 
Condițiile păcii de la Nisibis erau grele:  Persia va renunța la teritoriul Romei, ceea ce face din Tigris limita dintre cele două imperii. Alte condiții au specificat că Armenia a fost returnată dominației romane cu fortul Ziatha ca graniță; Iberia caucaziană ar plăti loialitate Romei sub un numit roman; Nisibis, aflat acum sub stăpânirea romană, ar deveni singurul canal de schimb pentru comerțul dintre Persia și Roma; iar Roma ar exercita controlul asupra celor cinci satrapii dintre Tigris și Armenia: Ingilene , Sophanene ( Sophene ), Arzanene ( Aghdznik ), Corduene și Zabdicene (lângă Hakkâri moderne ), Curcan). Aceste regiuni au inclus trecerea Tigrisului prin gama Anti-Taur ; de Bitlis trec, cel mai rapid traseu sud în persană Armenia; și accesul pe platoul Tur Abdin . Cu aceste teritorii, Roma ar avea o stație de avans la nord de Ctesifon și ar putea încetini orice avansare viitoare a forțelor persane prin regiune.  În condițiile păcii, Tiridat își va recăpăta atât tronul, cât și întreg teritoriul strămoșilor, iar Roma va asigura o zonă largă de influență culturală în regiune. Deoarece imperiul a putut să mențină o astfel de stare de război constantă pe atât de multe fronturi, a fost luat ca semn al eficacității esențiale a sistemului Dioclețian și a bunăvoinței armatei față de întreprinderea tetrarhică.

## Cariera ca Augustus
După ridicarea lui Constanțiu I și a lui Galerius la rangul lui Augustus , au apărut doi noi Cezari. Cele două persoane pe care Galerius le-a promovat la rangul de Caesar au fost colaboratori ai săi, și a sperat astfel să-și sporească autoritatea pe întregul imperiu, prin avansarea lor în ierarhie. 
Primul a fost Maximinus Daia , a cărei mamă a fost sora lui Galerius. Tânăr fără experiență, cu puțină educație formală, a fost investit cu toga violetă, înălțat la demnitatea lui Cezar și i s-a atribuit comanda Egiptului și Siriei. Al doilea a fost Severus, tovarășul de luptă al lui Galerius; a fost trimis la Milano pentru a primi posesia Italiei și a Africii. Conform formelor juridice ale tetrarhiei, Severus a recunoscut supremația împăratului occidental, dar a fost absolut devotat poruncilor binefăcătorului său Galerius, care, rezervându-și el însuși țările intermediare de la limitele Italiei la cele ale Siriei, a stabilit ferm puterea sa asupra a trei sferturi din imperiu. 
Speranțele sale au fost reduse când colegul său Constanțiu a murit la York în 306, iar legiunile l-au ridicat pe fiul său Constantin pe poziția lui Augustus. Galerius a descoperit acest lucru numai atunci când a primit o scrisoare de la Constantin, care l-a informat despre moartea tatălui său, și-a afirmat modest cererea naturală asupra succesiunii și a regretat cu respect că violența entuziastă a trupelor sale nu i-a permis să obțină purpurul imperial în mod regulat și constituțional. Primele emoții ale lui Galerius au fost cele de surpriză, dezamăgire și furie și, întrucât rareori își putea controla pasiunile, a amenințat că arde atât scrisoarea, cât și mesagerul. 
Mai târziu, însă, când a avut timp să-și reconsidere poziția, a văzut inevitabil că șansele sale de a câștiga un război împotriva lui Constantin au fost în cel mai bun caz îndoielnice. Galerius cunoștea bine puterile lui Constantin - Constantin fusese oaspete de ceva vreme la Nicomedia - și știa că legiunile lui Constanțiu erau devotate sălbatic fiului său.  Prin urmare, fără a condamna sau a ratifica alegerea armatei romane, Galerius l-a acceptat pe fiul colegului său decedat ca conducător al provinciilor dincolo de Alpi; dar nu i-a acordat decât titlul de Cezar și rangul al patrulea printre principii romani, în timp ce a conferit locul vacant al lui Augustus pe Severul său preferat.
Spiritul ambițios al lui Galerius a fost doar peste această dezamăgire când a văzut pierderea neașteptată a Italiei față de Maxențiu , care era căsătorit cu fiica sa Valeria Maximilla . Nevoia lui Galerius de venituri suplimentare l-a convins să facă o examinare foarte strictă și riguroasă a proprietății subiecților săi în scopul impozitării generale. S-a făcut un sondaj foarte minut cu privire la bunurile lor reale și, oriunde exista cea mai mică suspiciune de ascundere, tortura era folosită pentru a obține o declarație sinceră a averii lor personale. În mod tradițional, Italia a fost scutită de orice formă de impozitare, însă Galerius a ignorat acest precedent, iar ofițerii veniturilor au început deja să numere poporul roman și să stabilească proporția noilor impozite. Italia a început să murmure împotriva acestei indignări și Maxențiu a folosit acest sentiment pentru a se declara împărat în Italia, spre furia lui Galerius. Prin urmare, Galerius i-a ordonat colegului său Severus să meargă imediat la Roma, în deplină încredere că, Severus a fost capturat după ce trupele sale au părăsit vechiul lor comandant Maximian , care fusese din nou ridicat la gradul de co-împărat, de data aceasta de fiul său Maxențiu. Severus a fost executat ulterior.
Importanța ocaziei a avut nevoie de prezența și abilitățile lui Galerius. În fruntea unei puternice armate colectate de la Illyricum și Orient, a intrat în Italia, hotărât să se răzbune pe Severus și să pedepsească pe romanii rebeli. [ nevoie de citare ] Dar, datorită priceperii lui Maximian, Galerius a găsit fiecare loc ostil, fortificat și inaccesibil; și deși și-a forțat drumul până la Narni , la șaizeci de mile de Roma, controlul său în Italia s-a limitat la limitele înguste ale taberei sale.
Văzând că se confrunta cu dificultăți din ce în ce mai mari, Galerius a făcut primele progrese către împăcare și a trimis doi ofițeri să-i ispitească pe romani prin oferta unei conferințe și declarația respectării sale paterne pentru Maxențiu, amintindu-le că vor obține mult mai mult din generozitatea sa dispusă decât orice ar fi putut fi obținut printr-o campanie militară. Ofertele lui Galerius au fost respinse cu fermitate, prietenia lui a refuzat și nu a trecut mult timp până când a descoperit că, dacă nu se va retrage, va împărtăși soarta lui Severus. Nu a fost un moment prea curând; mari daruri monetare de la Maxentius soldaților săi au stricat fidelitatea legiunilor iliriene. Când Galerius a început în sfârșit retragerea din Italia, numai cu mare dificultate a reușit să-i oprească pe veteranii săi să nu-l părăsească.
În frustrare, Galerius a permis legiunilor săi să distrugă țara în timp ce treceau spre nord. Maxentius a refuzat să facă o împăcare generală.
Cu atât de mulți împărați care există acum, în 308 Galerius, împreună cu împăratul pensionar Dioclețian și acum activul Maximian, au numit o „conferință” imperială la Carnuntum pe Dunăre pentru a rectifica situația și a readuce unele ordine în guvernul imperial. [a fost nevoie de citare ] Aici s-a convenit că prietenul lui Galerius de lungă vreme și tovarășul militar Licinius , căruia i s-a încredințat de către Galerius apărarea Dunării în timp ce Galerius se afla în Italia, va deveni Augustus în Occident, cu Constantin ca Cezar. . În est, Galerius a rămas Augustus și Maximinus a rămas Cezarul său. Maximian urma să se retragă, iar Maxențiu a fost declarat uzurpator.
Planul lui Galerius a eșuat curând. Vestea promovării lui Licinius nu a mai fost adusă în Est, decât Maximinus, care a guvernat provinciile Egiptului și Siriei, a respins poziția sa ca Cezar și, în ciuda rugăciunilor, precum și a argumentelor lui Galerius, a cerut titlul egal de Augustus. .  Pentru prima, și într-adevăr pentru ultima dată, șase împărați au administrat lumea romană. Deși opoziția de interes și amintirea unui război recent, au împărțit imperiul în două mari puteri ostile, temerile reciproce și autoritatea decolorată a lui Galerius au produs o liniște aparentă în guvernul imperial.
Ultimii ani ai lui Galerius l-au văzut renunțând la aspirațiile sale de a fi conducătorul suprem al imperiului, deși a reușit să păstreze poziția primului printre egali. Restul anilor și-a petrecut bucurându-se și comandând câteva lucrări publice importante, cum ar fi descărcarea în Dunăre a apelor de prisos ale lacului Pelso și tăierea imenselor păduri care îl cuprindeau.

## Persecutarea creștinilor
Creștinii trăiseră în pace în timpul majorității domniei lui Dioclețian. Persecuțiile care au început cu un edict din 24 februarie 303 au fost creditate de creștini lucrărilor lui Galerius, deoarece el era un apărător aprig al vechilor căi și al vechilor zei. Casele creștine de adunare au fost distruse, de teama sediției în adunările secrete. [ nevoie de citare ]
Dioclețian nu a fost anti-creștin în prima parte a domniei sale, iar istoricii au susținut că Galerius a decis să-l prigonească în persecuția lor, arzând în secret Palatul Imperial și blamându-l pe sabotorii creștini. Indiferent de cine a dat vina pentru incendiu, furia lui Dioclețian a fost trezită și a început una dintre ultimele și cele mai mari persecuții creștine din istoria Imperiului Roman . [ nevoie de citare ]
La insistența lui Galerius au fost publicate ultimele edicte de persecuție împotriva creștinilor , începând cu 24 februarie 303, iar această politică de represiune a fost menținută de el până la apariția edictului general de toleranță, emis în Nicomedia în aprilie 311, aparent în timpul ultimei sale boli (a se vedea Edictul de Tolerare de Galerius ). Ultima solicitare a lui Galerius, ca creștinii să se roage pentru el, întrucât suferea cu o boală dureroasă și fatală, a fost degeaba pentru că a murit șase zile mai târziu. 
Inițial una dintre figurile de frunte în persecuții, Galerius a recunoscut ulterior că politica de a încerca eradicarea creștinismului a eșuat, spunând: „de aceea, pentru aceasta îngăduința noastră, ei ar trebui să se roage Dumnezeului lor pentru siguranța noastră, pentru cea a republicii și, pentru ei înșiși, ca republica să poată continua să fie neîngrijită de toate părțile și să poată trăi în siguranță în casele lor. " Lactantius oferă textul edictului în cronica sa moralizată a scopurilor rele la care au venit toți persecutorii, De Mortibus Persecutorum .  Aceasta a marcat sfârșitul persecuției oficiale a creștinilor. Creștinismul a fost legalizat oficial în Imperiul Roman doi ani mai târziu, în 313, de Constantin și Licinius în Edictul de la Milano .

## Moartea
Galerius a murit la sfârșitul lunii aprilie sau la începutul lunii mai 311  din cauza unei boli groaznice descrise de Eusebiu  și Lactantius, posibil o formă de cancer de intestin, cangrenă sau cangrenă Fournier.
Galerius a fost înmormântat în mausoleul său de la Gamzigrad-Romuliana, care făcea parte din palatul pe care l-a construit la locul său de naștere, Zaječar de astăzi în Serbia. Întregul sit a fost înscris pe lista patrimoniului mondial în iunie 2007.

## Felix Romuliana
La Felix Romuliana (lângă satul de români timoceni Gamzigrad din Serbia, pe apa Timocului Roșu) în antica Dacia Ripensis, împăratul Galerius și-a glorificat mama de origine dacică și a construit un palat cu numele ei. Ruinele palatului se pot vizita fiind incluse din anul 2007 în Patrimoniul Mondial.

## Referinte
- Codex Theodosianus.
- Epitome de Caesaribus
- Eusebius of Caesarea.
  - Historia Ecclesiastica (Church History)
  - Vita Constantini (Life of Constantine).
  - Festus. Breviarium.
    - Lactantius. De Mortibus Persecutorum (On the Deaths of the Persecutors)

- XII Panegyrici Latini (Twelve Latin Panegyrics).
  - Zosimus. Historia Nova (New History).